# 美人鱼的夏天
《美人鱼的夏天》是一部由沈晓阳执导的，于2024年11月22日正式上映的中国大陆动画电影。其由厦门沙漠舟动漫有限公司出品，厦门漫行者科技有限公司联合出品，娱糖(厦门)文化传媒有限公司联合发行。

## 剧情
故事以美人鱼少女小艾为主要视角，讲述了小艾在人类世界的闯荡经历。某日小艾因被母亲训斥而离家出走，当小艾在海里游荡时，她为救出海龟误入抽水机管道，最终被带至“人类的地盘”五龙岛。此时一名人类少年易谦路过此处，将小艾救出。但小艾的项链，亦即回家的信物，被遗落到五龙岛上。小艾为了找回项链，再次回到五龙岛，同曾经做过美人鱼的婆婆相遇。婆婆给小艾喂食一颗药丸，使其能够长出人类的双腿。婆婆随即将小艾收留至家中，教授她人类的生活本领。
小艾在五龙岛上寻找项链，意外与易谦重逢，易谦打算将捡到的项链归还给小艾，但项链不慎被猫弄掉了，两人在雨中寻找无果。夜间，婆婆的邻居偷听到婆婆和小艾的对话，得知小艾是一条美人鱼，随后心生歹念。次日，易谦将捡到的项链还给小艾，小艾本打算回到人鱼岛，但她在寻找婆婆的时候，从婆婆的邻居儿子口中，得知了婆婆摔伤的消息。于是小艾留到五龙岛，与婆婆一同生活，并与易谦产生了情愫。小艾打算去看易谦的钢琴比赛，与然后与其告别，重返人鱼岛。但她却在小路上被邻居推入水中，变回了原先的形态，然后被渔网捞了上来，被邻居卖给反派人员换钱。回去的路上，邻居同自己的儿子相遇，儿子得知父亲拐卖了美人鱼后，念及小艾对自己的帮助，一把夺走钱袋子，跑到婆婆家，意图合作赎回小艾。随后，邻居得知自己的儿子在小艾的帮助下找到了工作后，也参与到赎回小艾的计划当中。同时，正在比赛的易谦发现小艾没来，毅然放弃比赛，跑到婆婆家询问情况。自此，易谦、婆婆和邻居父子正式结队，开着小艇赶到大海上，追击绑架小艾的反派人员，随即潜入反派人员的游轮，意图救出小艾。经过一系列的努力与搏斗，易谦以差点溺毙的代价救回了小艾。最终，小艾成功回到人鱼岛，其他人也继续在五龙岛上正常地生活着。

## 制作

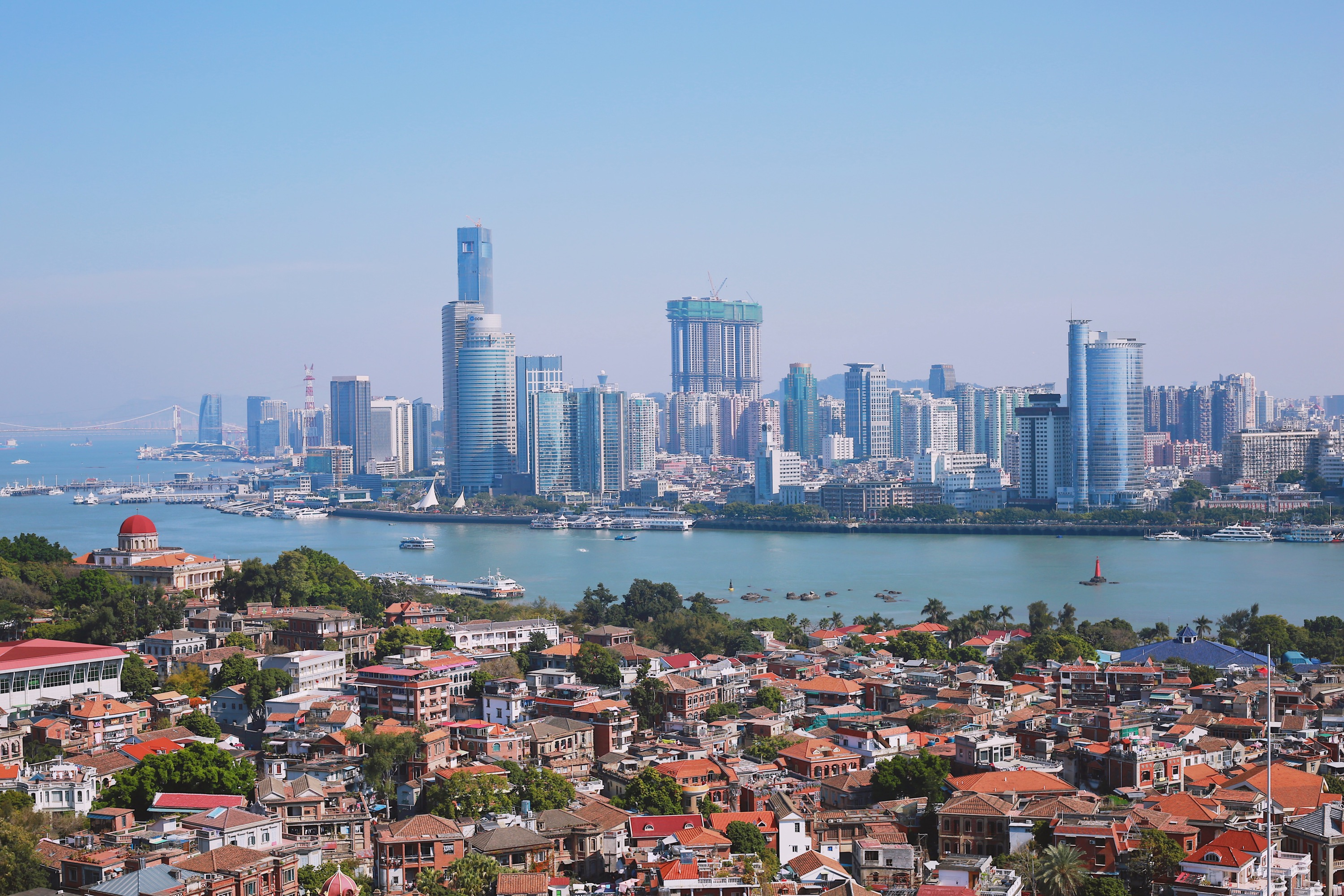
2018年的鼓浪屿风景
《美人鱼的夏天》中亦出现相似镜头

《美人鱼的夏天》的创作者仅有沈晓阳和妻子肖小月两人，他们花费了七年多的时间制作这部动画，包揽了电影的导演、编剧、美术、动画、特效、演唱等工作。根据肖小月的说法，创作动画电影的想法是沈晓阳提出来的，“后来见他熬夜实在辛苦，我也加入进来”。夫妻二人为了维持动画制作开销，每年拿出约三个月的时间，以“沙漠舟动漫有限公司”（员工仅有夫妻二人）的名义接商单，剩余时间全部都投入到原创动画的制作当中。
《美人鱼的夏天》采用“三渲二”的动画制作技术来表现画面。根据沈晓阳的说法，“2D动画有很强的艺术表现力”，且“三渲二技术效率更高”。
《美人鱼的夏天》中的主要场景“五龙岛”的原型为鼓浪屿，其余场景则取材自厦门市的沙坡尾、厦门世茂海峡大厦、集美学村等处。此外，动画中还有南管、红砖古厝、燕尾脊、花砖、石敢当、惠安女服饰、蚵壳厝等闽南文化要素。据创作者称，《美人鱼的夏天》是“献给厦门这座城市的礼物，希望优秀的闽南传统文化被更多人看到、关注和保护”。此外，他们还意图通过电影“展现闽南传统文化，体现乡愁和艺术的融合”。

## 上映
2019年8月中旬，《美人鱼的夏天》通过国家电影局的审批，正式备案立项。2022年5月，《美人鱼的夏天》在Bilibili上发布了第一个预告片。2024年11月9日，《美人鱼的夏天》在厦门中影数字梦工坊影城举行电影首映式；随后，该片作为“具有代表性的中国艺术电影”，于首届金鸡电影收藏艺术展上放映。2024年11月22日，《美人鱼的夏天》于中国大陆正式上映。

## 影响
《美人鱼的夏天》正式上映后，于中文互联网成为热门的网络模因。截止2024年12月16日，与《美人鱼的夏天》相关的话题在抖音和小红书上的浏览量分别达到27亿次和2.6亿次。同时，与《美人鱼的夏天》相关的视频在bilibili上也达到了1.3亿次的播放量，被评为“2024最后一个爆梗”。

## 外部連結
- 豆瓣电影上《美人鱼的夏天》的資料 （简体中文）